# Ruta 730 (Costa Rica)
La Ruta 730, oficialmente Ruta Nacional Terciaria 730, es una ruta nacional de Costa Rica ubicada en la provincia de Alajuela.

## Descripción
En la provincia de Alajuela, la ruta atraviesa el cantón de Upala (los distritos de Upala, Canalete).